# Scytodes altamira
Scytodes altamira är en spindelart som beskrevs av Cristina A. Rheims och Antonio D. Brescovit 2000. Scytodes altamira ingår i släktet Scytodes och familjen spottspindlar. Inga underarter finns listade i Catalogue of Life.